# هراچیا کوچار
هراچیا کوچار (ارمنی: Հրաչյա Քոչար؛ انگلیسی: Hrachya Qochar؛ ‏۱۹ ژانویهٔ ۱۹۱۰ – ۲ مهٔ ۱۹۶۵) نویسنده و ناشر اهل ارمنستان بود.
هراچیا کوچاری گابریلیان متخلص به هراچیا کوچار نویسنده و فعال اجتماعی ارمنی ۱۹ ژانویه سال ۱۹۱۰ در روستای قوملی بوجاغ از توابع قصبهٔ باگرواند ارمنستان غربی به دنیا آمد و پس از رهایی از قتل‌عام سال ۱۹۱۵ ارامنه همراه همولایتی‌های خود به ارمنستان شرقی پناهنده شد و دوره‌های متوسطه و دانشگاهی خود را در شهرهای مختلف ارمنستان به پایان برد. هراچیا کوچار ۲ مه سال ۱۹۶۵ در یروان پایتخت جمهوری ارمنستان بدرود حیات گفت. مجموعه آثار این نویسنده که شامل نوول، قصهٔ بند، و سناریو است در سال ۱۹۷۱ در ۶ مجلد به چاپ رسید. آثار وی به برخی زبان‌های ملل دنیا و با همین قلام به فارسی نیز ترجمه شده است.

## زندگی‌نامه
هراچیا کوچار با نام اصلی هراچیا گابریلیان در روستایی نزدیکی آلاشکرت به دنیا آمد.

## جوایز
- نشان ستاره سرخ
- مدال دفاع از استالینگراد
- نشان شایستگی نبرد
- مدال به خاطر پیروزی مقابل آلمان در جنگ بزرگ میهنی (۱۹۴۵–۱۹۴۱)
- جایزه دولتی ارمنستان شوروی

## نگارخانه

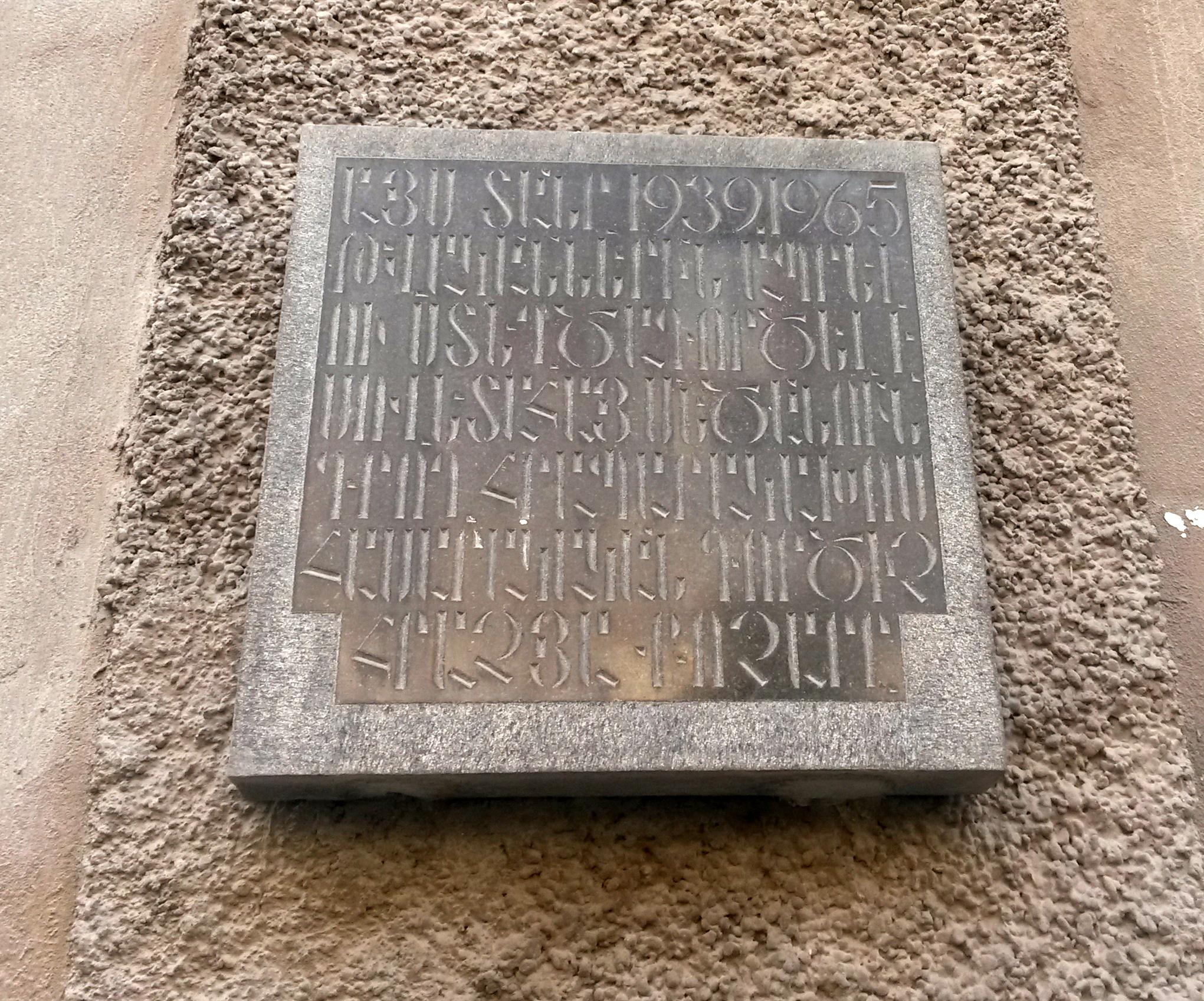